# Benson Masanda
Benson Masanda est un boxeur ougandais.

## Carrière
Évoluant dans la catégorie des poids lourds, Benson Masanda est médaillé d'or aux Jeux du Commonwealth britannique d'Édimbourg en 1970, battant dans une finale à sens unique le Nord-Irlandais John McKinty ainsi qu'aux championnats d'Afrique de Nairobi en 1972, et médaillé de bronze aux Jeux du Commonwealth britannique de Christchurch en 1974.